# سوهوم

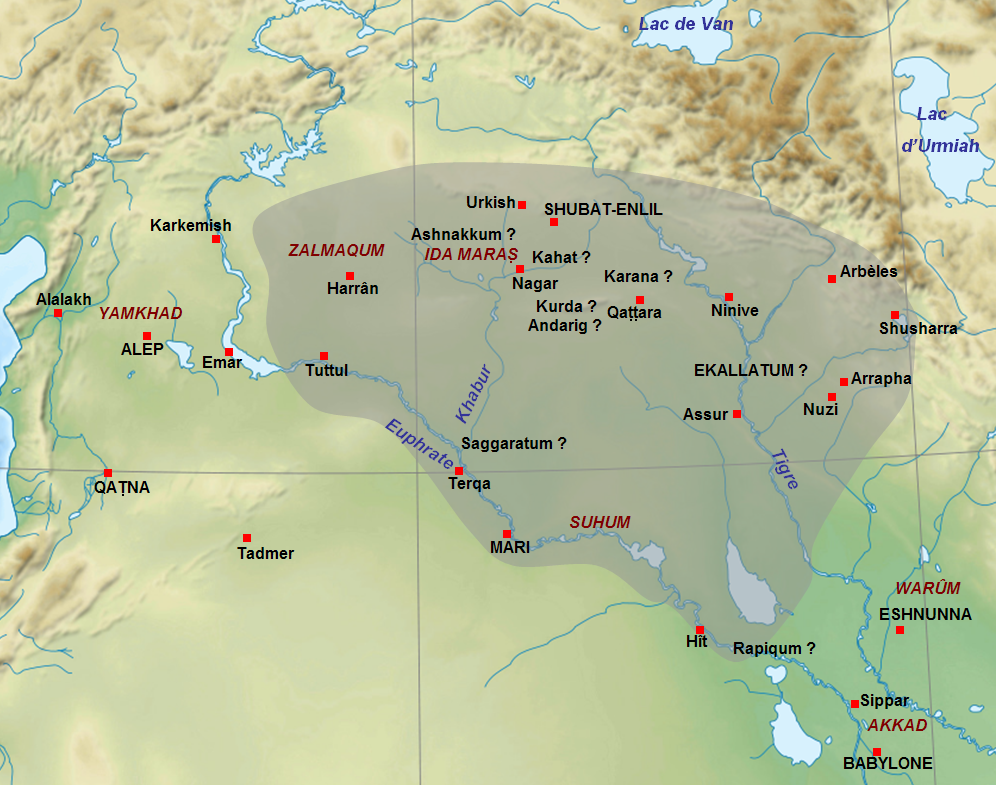
نقشهٔ میان‌رودان در دوران پادشاهی شمشی-ادد یکم که مکان سوهوم را در نزدیکی رود فرات نشان می‌دهد

سوهوم (Suhum)(یا سوحو Sūḫu یا سوهی Suhi ) یک منطقهٔ جغرافیایی باستانی در پیرامون بخش میانی رود فرات بود که امروزه در استان انبار عراق جای دارد.

## تاریخ
تاریخ شناخته‌شدهٔ سوهوم از عصر برنز (حدود ۲۰۰۰ تا ۱۷۰۰/۱۶۰۰ پیش از میلاد) تا عصر آهن (حدود ۱۲۰۰ تا ۷۰۰ پیش از میلاد) را دربرمی‌گیرد.

### عصر برنز میانه
در دوران بابل کهن، سوهوم در نقطهٔ تلاقی چهار قدرت عمده یعنی اشنونا، اکالاتوم، ماری (سوریه) و بابل (دولت‌شهر) قرار داشت که در زمان‌های مختلف تا حدودی آن را در اختیار داشتند. یکی از شهرهای کلیدی سوهوم در این زمان حرّادوم بود که مرز بین اشنونا و ماری را نشان می‌داد و توسط اشنونا بنیان‌گذاری شده بود.
در عصر برنز، سوهوم به دو بخش تقسیم می‌شد: سوهوم علیا، از هندانوم تا ساپیراتوم، که شهر اصلی آن هانات بود، و سوهوم سفلی. برای مدتی سوهوم علیا تحت کنترل اپیق-ادد دوم از اشنونا قرار داشت که این اداره از طریق یک فرماندار در راپیکوم انجام می‌شد. با افزایش قدرت بابل در زمان سامسو-ایلونا، کنترل سوهوم به بابلیان واگذار شد و یک فرماندار در هانات منصوب شد.
در دوران شمشی-ادد یکم، سوهوم تحت کنترل اکالاتوم بود و یک متن از بسیج هزار سرباز از این منطقه خبر می‌دهد. فرماندارانی چون اَبی‌اپوح و مِپتوم در آن زمان در سوهوم شناخته شده‌اند. شماری از نامه‌های باستانی نشان می‌دهند که سوتی‌ها در این منطقه می‌زیسته‌اند.
یک متن قطعه‌قطعه‌شده از دورهٔ بابل کهن، ۴۰ کارگر از سوهوم را در حال کار در سیپار برای درو کردن فهرست می‌کند. در منطقهٔ سوهوم یک گورستان نیز در محل ال‌اوسیه شناسایی شده است.
از دیگر شهرهای شناخته‌شدهٔ سوهوم در دورهٔ بابل کهن می‌توان به این‌ها اشاره کرد: اَیابه، دونّوم، هَربه، هوربان (در سوهوم علیا)، مولحان (شمالی‌ترین شهر سوهوم سفلی)، ناصیر، قسا، ساپیراتوم (شهری جزیره‌ای) و یبلیه.

### عصر آهن
در این دوره، سورو یکی از شهرهای دژدار سوهوم بود. یکی از فرمانداران شناخته‌شدهٔ سوهوم در این دوران، فردی به نام کودورو بود. برای مدتی، سوهوم به آشور-ناصیر-پال دوم (۸۸۳–۸۵۹ پ. م) از امپراتوری آشوری نو باج می‌داد.
در سال ۶۱۶ پیش از میلاد، سوهوم خود را تابع پادشاه بابل، نابوپولاسار (حکومت: ۶۲۶–۶۰۵ پ. م) کرد. اما سه سال بعد، در سال ۶۱۳ پ. م، سوهوم علیه او شورید و این امر باعث شد که نابوپولاسار لشکریانی را به‌سوی سوهوم روانه کند.

## مطالعهٔ بیشتر
- Charpin, D. , "Sapîratum, ville du Suhûm", MARI 8, pp. 341–366, 1997
- Clancier P. , "À l’ombre des grandes puissances de Mésopotamie: une histoire du Sūhu à l’époque néo-assyrienne", Culture and history of the ancient Near East 114, Leyde, Boston, 2020
- Clancier, Philippe, "Une histoire du Sūhu de la fin du IXe siècle au milieu du VIIIe", À l’ombre des grandes puissances de Mésopotamie. Brill, pp. 368–482, 2020
- Cohen, Yoram, "A Letter from the Governor of Emar to the Governor of Suḫu", JA 303, pp. 175–180, 2015
- Durand, Jean-Marie and Marti, Lionel, "Chroniques du moyen-euphrate 5. Une attaque de Qaṭna par le Sûhum et la question du 'Pays de Mari'", RA 99, pp. 123–132, 2005
- Dion, Paul-Eugène, "Les Araméens du Moyen-Euphrate au VIIIe siècle à la lumière des inscriptions des maîtres de Suhu et Mari", Congress Volume Paris 1992, Brill, pp. 53–73, 1995
- Joannes, F. , Kepinski, C. , Lecomte, O. , "Présence babylonienne dans le pays de Suhu au XVIIe siècle av. J. -C. : l'exemple de Khirbet ed Diniye (Irak)", RA 77, pp. 119–142, 1983
- Joannes, F. , "La conquête du pays de Suhum par le royaume d’Eshnunna et les liens tribaux entre la Diyala, la Mésopotamie du sud, la péninsule arabique et la vallée du moyen-Euphrate", BaM 37, pp. 117–130, 2007
- Lacambre, Denis, "La région du Suhum à l’époque des archives de Mari (XIXe–XVIIIe siècles av. J. -C.)", *Studia Euphratica. Le moyen Euphrate iraquien révélé par les fouilles préventives de Haditha* 3, pp. ۱۲۹–۱۵۶, ۲۰۰۶